# 中區健康院普通科門診診所
中區健康院普通科門診診所（英語：Central District Health Centre General Out-Patient Clinic） 是香港醫院管理局轄下的一所門診診所，位於中區上環九如坊1號。大樓前名為「中環健康院」，由衞生署管理。

## 歷史
本址前身為擁有數百座位的九如坊戲院，戲院除放映粵語片之外，另供粵劇戲班演大戲，戲院於1911年開業，1949年結業。
中區健康院於1953年落成，是港島西醫院聯網中歷史最悠久的普通科門診診所。它是一所樓高3層富西方建築風格的樓房。整幢健康院富有50年代的建築風味。中區健康院在2003年7月1日由醫院管理局正式全面接管普通科門診，名稱亦改為現在的「中區健康院普通科門診診所」。該院曾經在2013年關閉進行翻新改善工程，並於2014年3月13日重新投入服務。

## 外部連結
维基共享资源上的相關多媒體資源：中區健康院普通科門診診所